# علم الأدوية النفسية العصبية
علم الأدوية النفسية العصبية (بالإنجليزية: Neuropsychopharmacology)‏ هو علمٌ متعدد التخصصات يرتبط بعلم النفس الدوائي (كيف تؤثر العقاقير على العقل) والعلوم العصبية الأساسية، وهي دراسة للآليات العصبية التي تعمل عليها الأدوية للتأثير على السلوك.